# Liste der Wappen kreisfreier Städte in Thüringen
Diese Liste zeigt die in der Wikipedia verfügbaren Wappen der kreisfreien Städte Thüringens und ihrer Ortsteile. Das Land Thüringen ist in 17 Landkreise und 5 kreisfreie Städte unterteilt.

## Wappen der kreisfreien Städte

Erfurt (Details)
Gera (Details)
Jena (Details)
Suhl (Details)
Weimar (Details)[1]

## Wappen von Ortsteilen kreisfreier Städte

### Ortsteile der StadtErfurt

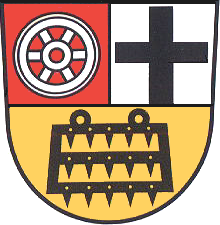
Egstedt
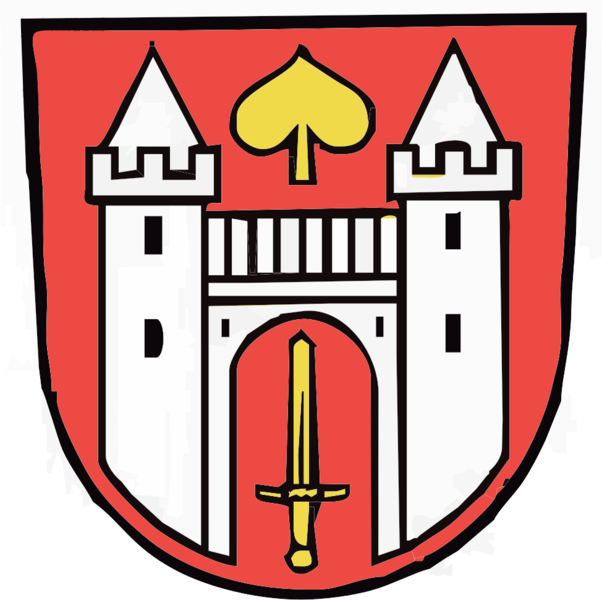
Mittelhausen
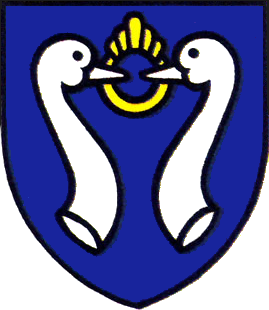
Molsdorf
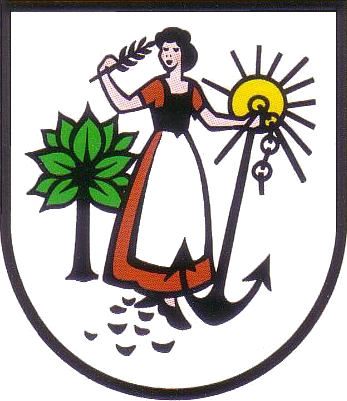
Töttelstädt
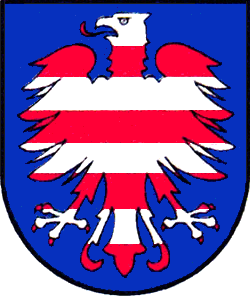
Vieselbach
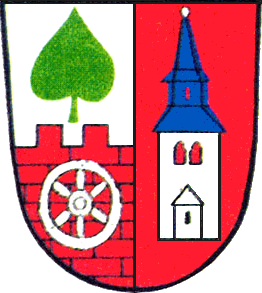
Windischholzhausen

### Ortsteile der StadtGera

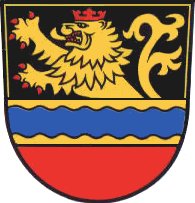
Aga
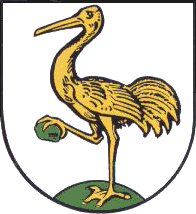
Langenberg
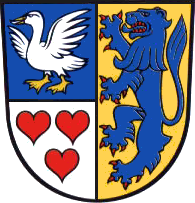
Roben
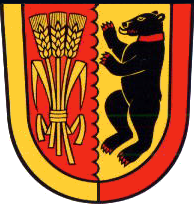
Röpsen

### Ortsteile der StadtJena

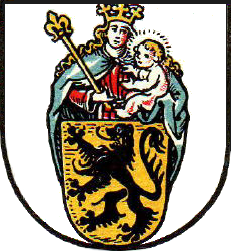
Lobeda

### Ortsteile der StadtSuhl

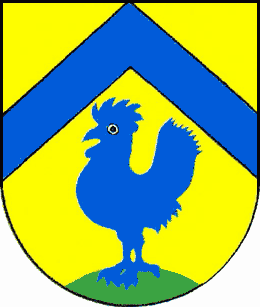
Dietzhausen
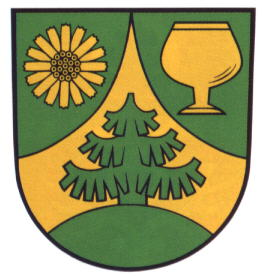
Gehlberg
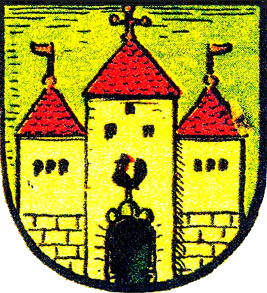
Heinrichs
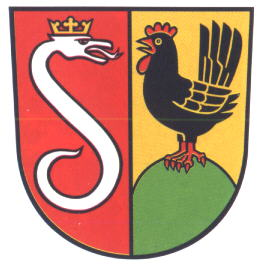
Schmiedefeld am Rennsteig

### Ortsteile der StadtWeimar

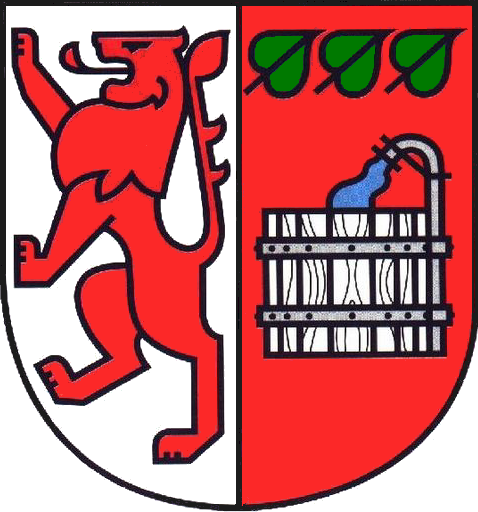
Gaberndorf

## Blasonierungen
1. ↑  Weimar: „In Gold ein rot gezungter, steigender schwarzer Löwe übersät mit roten Herzen.“
2. ↑  Egstedt: „Halb gespalten und geteilt; oben vorne in Rot ein sechsspeichiges silbernes Rad, oben hinten in Silber ein schwarzes Kreuz, unten in Gold eine schwarze Egge.“
3. ↑  Mittelhausen: „In Rot ein silbernes Tor, von zwei silbernen Türmen mit Zinnen und Spitzdach flankiert; in der Toröffnung ein aufrechtes goldenes Schwert und zwischen den Türmen ein goldenes Lindenblatt.“
4. ↑  Vieselbach: „In Blau ein siebenmal von Silber über Rot geteilter, rot bewehrter und gezungter Adler.“
5. ↑  Gehlberg: „In Grün eine erhöhte eingeschweifte goldene Spitze, darin auf einem grünen Hügel wachsend eine grüne Fichte; oben vorn eine goldene Blüte, oben hinten ein goldenes Kelchglas.“ (Neues Thüringer Wappenbuch Band 2 Seite 10; Herausgeber: Arbeitsgemeinschaft Thüringen e. V. 1998 ISBN 3-9804487-2-X)
6. ↑  Schmiedefeld: „Gespalten von Rot und Gold; vorn eine gegengeschwungene, golden gekrönte, silberne Aspis; hinten auf grünem Berg eine schwarze, rot bewehrte Henne.“ (Neues Thüringer Wappenbuch Band 2 Seite 17; Herausgeber: Arbeitsgemeinschaft Thüringen e. V. 1998 ISBN 3-9804487-2-X)